# Řády, vyznamenání a medaile Nového Zélandu

Řád za zásluhy Nového Zélandu

Systém řádů, vyznamenání a medailí Nového Zélandu sestává z ocenění, která jsou udílena za osobní úspěchy nebo za službu zemi a národu, a to občanům Nového Zélandu i cizím státním příslušníkům. Až do roku 1975 se na Novém Zélandu používal britských systém vyznamenání. Od té doby země zavedla několik výhradně novozélandských ocenění a od roku 2021 se z britských vyznamenání na Novém Zélandu používají pouze dynastická britská vyznamenání, s výjimkou Řádu společníků cti.
Novozélandská vyznamenání udílí král Nového Zélandu Karel III., na základě rady ministrů. Některá z nich však udílí král zcela podle svého uvážení. Správou novozélandských vyznamenání je pověřen Honours Unit of the Department of the Prime Minister and Cabinet.

## Historie

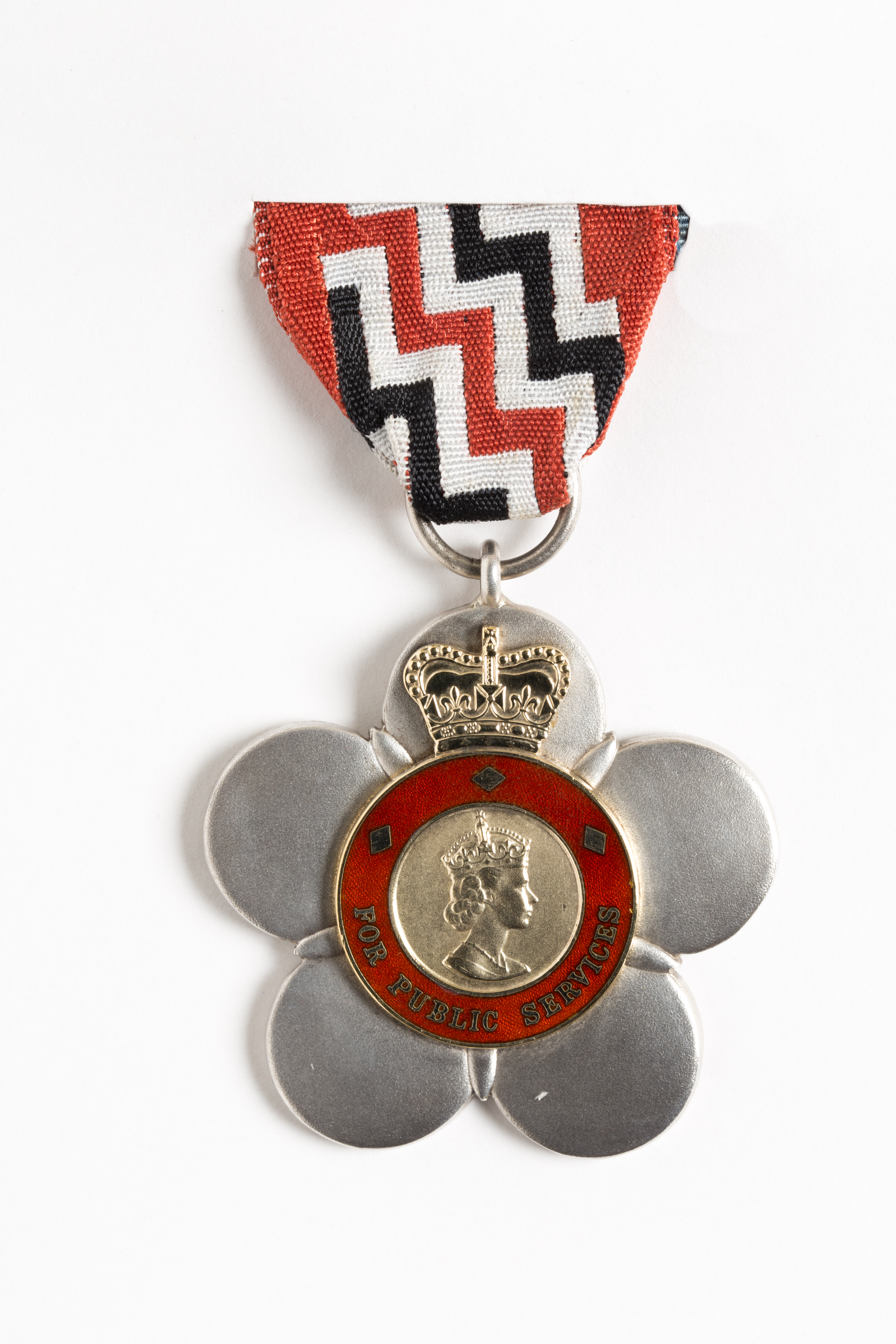
Královnina služební medaile

Od počátků evropského osídlení v polovině 19. století byla na Novém Zélandu udílena britská vyznamenání. V roce 1848 obdržel guvernér George Grey jako první novozélandský rezident britské vyznamenání. Tehdy mu byl udělen Řád lázně ve třídě rytíře komandéra. Po více než sto let tak byl na Novém Zélandu používán britský systém vyznamenání. Ve vhodných případech byly udíleny jeho obyvatelům i britské šlechtické tituly.
Například Bernard Freyberg, který se sice na Novém Zélandu nenarodil a po značnou část svého života pobýval mimo tuto zemi, měl s Novým Zélandem významné spojení a v době, kdy sloužil jako generální guvernér Nového Zélandu, byl v roce 1951 povýšen do šlechtického stavu.
Arthur Porritt, chirurg a státník narozený na Novém Zélandu, se stal baronetem v roce 1963 a v roce 1967 byl jmenován generálním guvernérem Nového Zélandu. Stal se tak prvním generálním guvernérem Nového Zélandu, který se v této zemi narodil. Po skončení svého mandátu se v roce 1972 přestěhoval do Anglie a v roce 1973 byl povýšen do šlechtického stavu, který však nebyl dědičným titulem.
V roce 1975 po revizi novozélandského systému vyznamenání do něho byla přidána dvě jedinečná novozélandská ocenění, a to Královnin služební řád a jeho přidružená medaile. V roce 1987 byl za nejvyšší novozélandské vyznamenání ustanoven Řád Nového Zélandu.
V roce 1996 získal doživotní šlechtický titul novozélandský soudce Robin Cooke. Od svého povýšení do šlechtického stavu až do svého odchodu do důchodu ve věku 75 let, seděl Lord Cooke v britské Sněmovně lordů. Lord Cooke byl jediným soudcem pocházejícím z jiné země Commonwealthu, než ze Spojeného království, kterému se dostalo této cti. Změna systému z roku 2003 v kombinaci se zastavením soudní funkce Sněmovny lordů činí nepravděpodobným, že se podobné cti dočká jiný novozélandský soudce.
Další revize systému novozélandských vyznamenání proběhla v letech 1996 a 1997 a vyústila v ukončení udílení téměř všech britských vyznamenání a vytvoření nového Řádu za zásluhy Nového Zélandu. V roce 2000 premiérka Helen Clarková oznámila, že na Novém Zélandu nebudou nadále udíleny žádné další rytířské tituly. V březnu 2009 premiér John Key oznámil obnovení udílení rytířských titulů na Novém Zélandu, přičemž příjemci dvou nejvyšších tříd Řádu za zásluhy Nového Zélandu, jsou způsobilí k získání těchto titulů.

## Řády a medaile
- Podvazkový řád (The Most Noble Order of the Garter) byl založen králem Eduardem III. dne 23. dubna 1348.[5]
- Řád bodláku (Most Ancient and Most Noble Order of the Thistle) byl založen králem Jakuba II. Stuarta dne 29. května 1687.[6]
- Královský řád Viktoriin (Royal Victorian Order) byl založen královnou Viktorií dne 21. dubna 1896.[7]
- Řád Za zásluhy (Order of Merit) byl založen králem Eduardem VII. dne 23. června 1902.[8]
- Řád Nového Zélandu (Order of New Zealand) byl založen královnou Alžbětou II. dne 6. února 1987.[9]
- Řád za zásluhy Nového Zélandu (New Zealand Order of Merit) byl založen královnou Alžbětou II. dne 30. května 1996.[10]
- Královnin služební řád (Queen's Service Order) byl založen královnou Alžbětou II. dne 13. března 1975.[11]
- Královnina služební medaile (Queen's Service Medal) byla založena královnou Alžbětou II. dne 13. března 1975.[12]
- Antarktická medaile Nového Zélandu (New Zealand Antarctic Medal) byla založena královnou Alžbětou II. dne 1. září 2006.[13]
- Vyznamenání za vynikající službu Nového Zélandu (New Zealand Distinguished Service Decoration) bylo založeno královnou Alžbětou II. dne 14. května 2007.
- Pamětní kříž Nového Zélandu (New Zealand Memorial Cross) byl založen králem Jiřím VI. dne 12. září 1947.[14]

## Medaile za zásluhy a dlouholetou službu

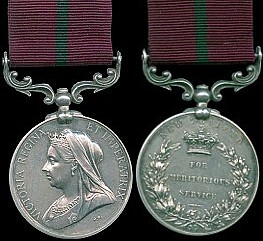
Novozélandská medaile za záslužnou službu, verze s královnou Viktorií

Před rokem 1985 získávali příslušníci ozbrojených sil Nového Zélandu britská ocenění za zásluhy a za dlouholetou službu. Od konce druhé světová války však docházelo k neustálému posunu směrem k osamostatnění novozélandského systému vyznamenání. To vyústilo v nový novozélandský systém, který obsahoval i medaile za statečnost, za tažení, za zásluhy i dlouholetou službu.

### Pamětní medaile
- Pamětní medaile Nového Zélandu 1990 (New Zealand 1990 Commemoration Medal) byla založena dne 9. února 1990.[16]
- Medaile stého výročí volebního práva žen Nového Zélandu 1993 (New Zealand Suffrage Centennial Medal 1993) byla založena dne 1. července 1993.[17]

### Medaile za zásluhy a dlouholetou službu
- Novozélandská teritoriální služební medaile (New Zealand Territorial Service Medal)
- Novozélandská medaile za dlouhou a efektivní službu (New Zealand Long and Efficient Service Medal) byla založena dne 1. ledna 1887.
- Novozélandská medaile za záslužnou službu (New Zealand Meritorious Service Medal) byla založena dne 28. dubna 1898.[18]
- Novozélandská medaile obrany za záslužnou službu (New Zealand Defence Meritorious Service Medal) byla založena dne 15. října 2013.[19]
- Novozélandská medaile policie za záslužnou službu (New Zealand Police Meritorious Service Medal) byla založena dne 15. října 2013.[20]
- Novozélandská medaile za veřejnou službu (New Zealand Public Service Medal) byla založena dne 19. července 2018.[21]
- Cena Ozbrojených sil Nového Zélandu (New Zealand Armed Forces Award) byla založena dne 6. května 1985.[22]
- Medaile za dlouhou službu a příkladné chování (Long Service and Good Conduct Medal) byla založena dne 6. května 1985.[23]
- Novozélandská medaile policie za dlouhou službu a příkladné chování (New Zealand Police Long Service and Good Conduct Medal) byla založena dne 8. září 1976.[24]
- Novozélandská medaile požárního sboru za dlouhou službu a příkladné chování (New Zealand Fire Brigades Long Service and Good Conduct Medal) byla založena dne 8. září 1976.[25]
- Novozélandská služební medaile vězeňské služby (New Zealand Prison Service Medal)[26]
- Novozélandská služební medaile dopravy (New Zealand Traffic Service Medal) byla založena dne 22. prosince 1988.
- Novozélandská služební medaile celní správy (New Zealand Customs Service Medal) byla založena dne 20. února 2008.
- Vyznamenání za efektivitu (Efficiency Decoration) bylo založeno roku 1930.
- Medaile za efektivitu (Efficiency Medal) byla založena roku 1930.
- Vyznamenání pro důstojníky Královských námořních rezervistů (Decoration for Officers of the Royal Naval Reserve) bylo založeno roku 1908. Naposledy bylo uděleno v roce 1999.
- Vyznamenání pro důstojníky Královských námořních dobrovolných rezervistů (Decoration for Officers of the Royal Naval Volunteer Reserve) bylo založeno roku 1908. Napsledy bylo uděleno v roce 1966.
- Medaile za dlouhou službu a příkladné chování Královských námořních dobrovolných rezervistů (RNZN Volunteer Reserve Long Service & Good Conduct Medal)
- Letecká cena za efektivitu (Air Efficiency Award) byla založena roku 1942.
- Medaile kadetních sil (Cadet Forces Medal) byla založena dne 1. února 1950.
- Novozélandská služební medaile obrany (New Zealand Defence Service Medal) byla založena v dubnu 2011.[27]

### Další ocenění
- Královnina medaile střeleckého šampiona vojenských sil (Queen's Medal for Champion Shots in the Military Forces) byla založena roku 1869.
- Královnina medaile střeleckého šampiona novozélandských námořních sil (Queen's Medal for Champion Shots of the New Zealand Naval Forces) byla založena roku 1958.[28]
- Královnina medaile střeleckého šampiona leteckých sil (Queen's Medal for Champion Shots of the Air Forces) byla založena roku 1953.

## Medaile za statečnost

### Civilní
- Novozélandský kříž (New Zealand Cross) byl založen dne 20. září 1999.[29]
- Novozélandská hvězda za statečnost (New Zealand Bravery Star) byla založena dne 20. září 1999.[30]
- Novozélandské vyznamenání za statečnost (New Zealand Bravery Decoration) bylo založeno dne 20. září 1999.[31]
- Novozélandská medaile za statečnost (New Zealand Bravery Medal) byla založena dne 20. září 1999.[32]

### Vojenské
- Viktoriin kříž Nového Zélandu (Victoria Cross for New Zealand) byl založen dne 20. září 1999.[33]
- Novozélandská hvězda za chrabrost (New Zealand Gallantry Star) byla založena dne 20. září 1999.[34]
- Novozélandské vyznamenání za chrabrost (New Zealand Gallantry Decoration) bylo založeno dne 20. září 1999.[35]
- Novozélandská medaile za chrabrost (New Zealand Gallantry Medal) byla založena dne 20. září 1999.[36]

## Medaile za tažení

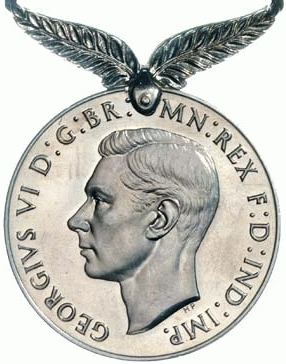
Novozélandská válečná služební medaile

Před rokem 1985 získávali příslušníci ozbrojených sil Nového Zélandu britská ocenění za zásluhy a za dlouholetou službu. Od konce druhé světová války však docházelo k neustálému posunu směrem k osamostatnění novozélandského systému vyznamenání. To vyústilo v nový novozélandský systém, který obsahoval i medaile za statečnost, za tažení, za zásluhy i dlouholetou službu.

### 19. století
- Novozélandská válečná medaile (New Zealand War Medal) byla založena roku 1869.

### Druhá búrská válka
- Královnina medaile Jižní Afriky (Queen's South Africa Medal) byla založena roku 1900.
- Králova medaile Jižní Afriky (King's South Africa Medal) byla založena roku 1902.

### První světová válka
- Hvězda 1914 (1914 Star) byla založena v dubnu 1917.
- Hvězda 1914–15 (1914–15 Star) byla založena v prosinci 1918.
- Britská válečná medaile (British War Medal) byla založena dne 26. července 1919.
- Válečná medaile obchodního námořnictva (Mercantile Marine War Medal) byla založena roku 1919.
- Vítězná medaile (Victory Medal) byla založena dne 1. září 1919.

### Druhá světová válka
- Hvězda 1939–1945 (1939–1945 Star) byla založena dne 8. července 1943.
- Hvězda Atlantiku (Atlantic Star) byla založena v květnu 1945.
- Evropská hvězda leteckých posádek (Air Crew Europe Star) byla založena v květnu 1945.
- Africká hvězda (Africa Star) byla založena dne 8. července 1943.
- Pacifická hvězda (Pacific Star) byla založena v květnu 1945.
- Barmská hvězda (Burma Star) byla založena v květnu 1945.
- Italská hvězda (Italy Star) byla založena v květnu 1945.
- Hvězda za Francii a Německo (France and Germany Star) byla založena v květnu 1945.
- Medaile Za obranu (Defence Medal) byla založena v květnu 1945.
- Válečná medaile 1939–1945 (War Medal 1939–1945) byla založena dne 16. srpna 1945.
- Novozélandská válečná služební medaile (New Zealand War Service Medal) byla založena roku 1946.[37]

### Poválečné období
- Novozélandská medaile za operační službu (New Zealand Operational Service Medal) byla založena v červenci 2002.[38]
- Novozélandská služební medaile 1946–1949 (New Zealand Service Medal 1946–1949) byla založena dne 3. listopadu 1995.[39]
- Korejská medaile (Korea Medal) byla založena v červenci 1951.[40]
- Námořní všeobecná služební medaile 1915 (Naval General Service Medal (1915)) byla založena dne 6. srpna 1915.
- Medaile za všeobecnou službu 1918 (General Service Medal (1918)) byla založena dne 19. ledna 1923.
- Medaile za všeobecnou službu 1962 (General Service Medal (1962)) byla založena dne 6. října 1964.
- Vietnamská medaile (Vietnam Medal) byla založena dne 8. června 1968.[41]
- Rhodéská medaile (Rhodesia Medal) byla založena v srpnu 1980.
- Novozélandská všeobecná služební medaile 1992 (válečná) (New Zealand General Service Medal 1992 (Warlike)) byla založena roku 1992.[42]
- Novozélandská všeobecná služební medaile 1992 (neválečná) (New Zealand General Service Medal 1992 (Non-Warlike)) byla založena dne 7. května 1992.[43]
- Medaile Východního Timoru (East Timor Medal) byla založena dne 25. dubna 2000.[44]

### 21. století
- Novozélandská všeobecná služební medaile 2002 (Šalomounovy ostrovy) (New Zealand General Service Medal 2002 (Solomon Islands)) byla založena roku 2003.[45]
- Novozélandská všeobecná služební medaile 2002 (Afghanistan – Primary Operations Area) (New Zealand General Service Medal 2002 (Afghanistan)) byla založena dne 16. ledna 2003.[46]
- Novozélandská všeobecná služební medaile 2002 (Afghanistan – Secondary Operations Area) (New Zealand General Service Medal 2002 (Afghanistan)) byla založena dne 16. ledna 2003.[47]
- Novozélandská všeobecná služební medaile 2002 (Irák 2003) (New Zealand General Service Medal 2002 (Iraq 2003)) byla založena roku 2004.[48]
- Novozélandská všeobecná služební medaile 2002 (Východní Timor) (New Zealand General Service Medal 2002 (Timor-Leste)) byla založena roku 2007.
- Novozélandská všeobecná služební medaile 2002 (Korea) (New Zealand General Service Medal 2002 (Korea)) byla založena roku 2008.
- Novozélandská všeobecná služební medaile 2002 (Proti pirátům) (New Zealand General Service Medal 2002 (Counter-Piracy)) byla založena dne 27. března 2015.
- Novozélandská všeobecná služební medaile 2002 (Irák 2015) (New Zealand General Service Medal 2002 (Iraq 2015)) byla založena dne 28. července 2016.
- Novozélandská všeobecná služební medaile 2002 (Střední Východ) (New Zealand General Service Medal 2002 (Greater Middle East)) byla založena dne 28. července 2016.

### Novozélandské speciální služební medaile
- Novozélandská speciální služební medaile (nukleární testování) (New Zealand Special Service Medal (Nuclear Testing))[49]
- Novozélandská speciální služební medaile (Erebus) (New Zealand Special Service Medal (Erebus))[50]
- Novozélandská speciální služební medaile (Asijské tsunami) (New Zealand Special Service Medal (Asian Tsunami))[51]